# 奇卡
奇卡（西班牙語：Chicá），是巴拿馬的城鎮，位於該國中東部，由西巴拿馬省的查梅區負責管轄，面積19.2平方公里，海拔高度692米，2010年人口713，人口密度每平方公里37.1人。